# 吾羽七朗
吾羽 七朗（ごう しちろう、本名および旧芸名：伊東 平山（いとう へいざん）、1951年9月13日 - ）は、日本の元俳優。
秋田県北秋田郡鷹巣町（現・北秋田市）出身。秋田県立鷹巣高等学校卒業。

## 人物
NAC演技研修所第2期生。映画、テレビドラマなどで活躍し、1977年に、『ジャッカー電撃隊』（テレビ朝日）に主役メンバーの一人である東竜（ダイヤジャック）役として出演。共演者の丹波義隆からは、手が大きいことから「手っちゃん」の愛称で呼ばれていた。
1979年に放映された人気漫画の実写化作品『おやこ刑事』（東京12チャンネル）では刑事役でレギュラー出演した他、NHK大河ドラマの出演も多い。また、シナリオライターとしても活動している。
2000年代には「ステージ・E-1」という劇団を主宰し、オリジナル脚本による伝説・民話・おとぎ話をベースに地域活動を行っていた。ふるさとの秋田県北秋田市のまちおこしにもかかわっている。
特技は、柔道（二段）、東北弁。既婚で二子あり。本名の「平山」は、出身地の山である太平山に因んで名付けられた。

## 出演

### テレビドラマ
- 気になる嫁さん 第38話「母を求めて」（1972年、NTV）
- ワイルド7 第1話「復讐のヘアピンサーカス」（1972年、NTV） - 強盗団の一人 ※ノンクレジット
- 特別機動捜査隊 （NET）
  - 第565話「誘拐」（1972年）- アベックの男
  - 第784話「ドキュメント逃亡」（1977年）- 伊東巡査
- 刑事くん 第3部 第26話「青春からのプレゼント」（1975年、TBS）
- 家庭の秘密（1975年、TBS）
- 太陽にほえろ!（NTV）
  - 第195話「ある殺人」（1976年） - 救助隊隊員
  - 第289話「殿下と少年」（1978年） - 仙台のヤクザ
  - 第318話「カレーライス」（1978年） - 黒沼の仲間
  - 第378話「やさしい棘」（1979年） -  鈴木圭二郎
  - 第404話「鍵のかかった引出し」（1980年） - 「ピノキオ」マスター
- NHK特集 / 明治の群像 海に火輪を 第4回「鹿鳴館 条約改正（前編）」（1976年、NHK）
- 超神ビビューン 第23話「ごちそうがいっぱい? 恐怖の妖怪病院」（1976年、NET） - 進也
- 大河ドラマ（NHK）
  - 花神 第48回「決戦前夜」、第49回「彰義隊」（1977年） - 岩村精一郎
  - 黄金の日日（1978年） - 不破万作
  - 草燃える（1979年） - 平賀朝雅
  - 花の乱 第1回「室町夢幻」、第3回「月と銅銭」（1994年） - 有馬持家
  - 徳川慶喜（1998年） - 松平伊賀守忠固
- ジャッカー電撃隊（1977年、ANB） - 東竜 / ダイヤジャック
- 江戸の旋風（CX）
  - 同心部屋御用帳 江戸の旋風III 第44話「泥棒入門」（1978年）
  - 同心部屋御用帳 新・江戸の旋風 第5話「抜いた十手に情は無用」（1980年）
- 大空港 第18話「人質奪回作戦 悪魔にもなれ! 父の愛」（1978年） - 矢島
- おやこ刑事（1979年、12ch） - 岩田実（岩さん）
- 特捜最前線（ANB）
  - 第136話「誘拐I・貯水槽の恐怖!」、第137話「誘拐II・果てしなき追跡!」（1979年） - 猪狩
  - 第148話「警視庁番外刑事!」（1980年） - 小松川
  - 第477話「浅草偽装心中・姉を殺した女スリ!?」（1986年）
- 手錠をかけろ! 第9話「狙われた目撃者 怪盗VS子連れ刑事 神戸・淡路島」（1979年、CX）
- 七人の刑事 第3シリーズ 第68話「青春の悪魔」（1979年、TBS）
- 鉄道公安官 第23話「特急貨物便（フレートライナー）・強奪」（1979年、ANB）
- 大江戸捜査網 第423話「黒い傷痕に泣く女」（1979年、12ch）
- ザ・スーパーガール 第42話「一夜妻・想い出の愛に燃えて」（1980年、12ch）
- 風の隼人 第20回「女狐を撃て」（1980年、NHK） - 薩摩藩士
- 西遊記II 第24話「青狼魔王 満月への遠吠え」（1980年、NTV） - 半月
- ライオン奥様劇場 / 男と女のクラス会（1984年、CX）
- 誇りの報酬 第30話「濡れた舗道に咲いたバラ」（1985年、NTV） - 古美術品コレクター
- あきれた刑事 第15話「あぶないパンダ探し」（1987年、NTV）
- 夜に頬よせ〜過去を抱いた女（1988年、CX）
- NEWジャングル 第33話「そして 愛…」（1988年、NTV）
- 現代神秘サスペンス / あなたのいない夜（1989年、KTV）
- ラスト・フレンド（1993年、THK）
- 連続テレビ小説 / かりん 第52回 - 第54回（1993年、NHK） - 刑事
- 名奉行 遠山の金さん（ANB）
  - 第5シリーズ 第28話「過去を背負った二人の女」（1993年） - 秋葉
  - 第6シリーズ 第18話「幽霊に惚れた同心」（1994年） - 仙蔵
- 12時間超ワイドドラマ / 織田信長 （1994年、TX） - 酒井忠次
- 水戸黄門 第23部 第7話「偽りの武士道 -上田-」（1994年、TBS） - 田島
- 月曜ドラマスペシャル / 湯けむり仲居純情日記II（1994年、TBS）
- 喧嘩屋右近 第3シリーズ 第2話「墓場の死体引き受け候」（1994年、TX）
- 風のロンド（1995年、THK）
- 付き馬屋おえん事件帳 第3シリーズ 第1話「たった十日の花嫁」（1995年、TX）
- 土曜ワイド劇場 / 下町女占い師 清香姐さんの人情事件簿（1995年、ANB）
- 翼をください!（1996年、CX）
- はぐれ刑事純情派（ANB）
  - 第9シリーズ 第16話「謎の白昼強盗! 婚約破棄の女」（1996年）
  - 第10シリーズ 第5話「名刺強盗!? 消えた妊婦!」（1997年）
- 天までとどけ パート5〜パート8（1996年 - 1999年） - 杉浦編集長
- TBS大型時代劇スペシャル / 竜馬がゆく（1997年、TBS） - 板倉勝静
- 女優・杏子（2001年、THK）

### 映画
- 巨人軍物語 進め!! 栄光へ（1977年、東宝）
- ジャッカー電撃隊VSゴレンジャー（1978年、東映） - 東竜 / ダイヤジャック
- 野性の証明（1978年、東映 = 日本ヘラルド映画） - 岩本武志
- 仄暗い水の底から（2002年、東宝） - 弁護士
- usual colors（2013年、『usual colors』製作委員会） - 佐藤賢治

### オリジナルビデオ
- 仁義10 流血の代紋戦争（1996年、徳間ジャパンコミュニケーションズ）
- 本気! 8 流血編（1998年、徳間ジャパンコミュニケーションズ） - 新城

### その他のテレビ番組
- ミニ英会話・とっさのひとこと（NHK-ETV） - 賀集利樹の父親
- 一日まるごと英語で話そう（NHK-ETV） - 久保田部長
- 新3か月トピック英会話「ハワイでハッピーステイ」（NHK-ETV）- ナレーション
- 美の壺（2008年、NHK） - 庭師

### CM
- 東鳩 キャラメルコーン
- カリフォルニアプルーン協会
- イーピー epステーション「小池栄子 フラフープ編」（2002年） - 店長